# Пространство (серия книг)
«Пространство» или «Экспансия» (англ. «The Expanse») — серия научно-фантастических произведений под авторством Джеймса Кори (англ. James S. A. Corey), коллективного псевдонима двух соавторов: Даниэля Абрахама (англ. Daniel Abraham) и Тая Френка (англ. Ty Franck). Первый роман серии — «Пробуждение Левиафана» (англ. Leviathan Wakes) — в 2012 году был номинирован на премию «Хьюго» за лучший роман.

## Сюжет
После изобретения двигателя Эпштейна (названного в честь учёного-изобретателя с Марса), позволяющего быстро и эффективно перемещаться в космосе, человечество осваивает Солнечную систему, и продолжает колонизацию Луны, Марса, и некоторых других планет и астероидов. На Марсе запущена программа терраформирования. Земля, управляемая ООН, и объявивший независимость Марс устанавливают дипломатические отношения и наращивают военные силы. На астероидах в это время вырастают поколения людей, не способных жить при высокой (земной) гравитации, они заняты добычей полезных ископаемых и других природных ресурсов. Альянс внешних планет (АВП, англ. Outer Planets Alliance) призывает жителей астероидов сплотиться против «внутренних» (Земли и Марса), «внутренние» считают Альянс внешних планет террористической организацией. Основные персонажи книг сталкиваются с неким веществом — «протомолекулой», которая, возможно, разумна и имеет внеземное происхождение.

## Мир серии и допущения

### Политика
Жители внутренних планет условно считают себя разными расами — марсиане и земляне, и отдельно жители Пояса — астеры (англ. belters).
В начале серии между Марсом и Землёй поддерживается шаткий мир. Пояс, ввиду удалённости, не участвует в соперничестве, однако и Марсом и Землёй не признаётся как полноценный соперник, задвигается на второй план. Пояс для внутренних планет — отдалённые шахтёрские колонии, полностью зависимые от поставок оборудования, воздуха, воды и продуктов. Жители пояса повсеместно обложены высокими налогами. Однако, в поясе существует «Альянс внешних планет» — общее название для разрозненных группировок, борющаяся за независимость политическими и военными методами. Однако, состав очень разношёрстный: от успешных дипломатов до самых обычных бандитов-рэкетиров и террористов.
Земля сильно перенаселена, большая часть населения не имеет работы и живёт на пособии. Марс предпринимает существенные усилия по проекту терраформирования планеты, однако процесс идёт очень медленно.
Во вселенной процветает и пиратство. Нередко пираты выдают себя за участников АВП.

### Технологии
Создаются космические корабли и куполообразные города по всей Солнечной системе, колонизируются крупные спутники планет (например, Ганимед), а также  — наиболее подходящие по размерам и расположению астероиды Пояса. В течение нескольких лет их раскручивают, чтобы создать гравитацию, затем начинается рытьё тоннелей и дальнейшее налаживание коммуникаций. Технологии развиваются в реалистичном направлении. Традиционные снаряды и ракеты — основное оружие военных кораблей. Наибольшую угрозу несут также рельсовые пушки. Искусственная гравитация производится посредством вращения или линейного ускорения. Скорость корабля ограничена кривыми ускорения не выше, чем человеческое тело может выдержать. С помощью «сока» (англ. juice) — смеси веществ, поддерживающих жизнеспособность организма и ясность ума — и амортизирующих кресел на шарнирах, поворачивающих человека по направлению ускорения, можно выдержать даже длительный полёт на 8 G и короткие ускорения более 10 G, однако обычно корабли летают на «комфортных» не более 1 G (и не более 0,3-0,6 для астеров). На станциях же всегда поддерживается гравитация вращения не более 0,6 G. Люди, выросшие на Поясе или Марсе, не привыкли к полной земной гравитации, многие астеры из-за низкой гравитации станций и длительного нахождения в невесомости вынуждены принимать стероиды и пищевые добавки, укрепляющие кости и мышцы. Добыча воды и кислорода являются основными проблемами для людей, живущих в Поясе астероидов и дальше. Гигантские корабли занимаются сбором льда из колец Сатурна и доставкой на станции Пояса. Передача информации осуществляется только со скоростью света, на передачу информации на большое расстояние уходит от нескольких минут до нескольких часов, вследствие чего координация сил на расстоянии происходит с задержкой. В боевых действиях пехоты не редко используются боевые скафандры, представляющие собой бронированный экзоскелет со встроенным оружием и системой наведения на цель.
Самые передовые человеческие технологии в серии — это двигатель Эпштейна. Модифицированный термоядерный привод изобрёл марсианин Соломон Эпштейн за сто пятьдесят лет до начала первой книги. Двигатель Эпштейна исключительно эффективно расходует топливо, что позволяет освободить место на борту и поддерживать тягу в течение всего перелёта. Перелёт с помощью эпштейновского двигателя состоит из фазы разгона и фазы торможения. Первую половину пути корабль разгоняется в направлении цели путешествия и, достигнув в середине траектории максимальной скорости, разворачивается и начинает тормозить, чтобы к концу перелёта уровнять скорость с целью путешествия. Роль традиционных химических двигателей сводится к маневрированию.
Ускорение корабля на всей длине траектории позволяет при перелёте через Солнечную систему достигать скорости около процента скорости света, делая перелёт через всю систему делом нескольких недель. Это позволило человечеству расширить дальность перемещения от Земли и внутренних планет и колонизировать Пояс астероидов и внешние планеты.
Также в серии присутствуют нечеловеческие технологии — межпространственные порталы, нереактивный космический двигатель непонятного принципа работы, поле захвата, ограничивающее максимальную скорость в зоне своего действия, перенос человеческих личностей в виртуальный мир и протомолекула — некая субстанция, которая перерабатывает на химическом и ядерном уровне всё вещество вокруг для достижения целей своей программы.

### Факты
Считалось, что роман Энди Вейера «Марсианин» написан по той же вселенной, что и серия «Экспансия» — к примеру, в романе Babylon’s Ashes упоминается космический корабль с именем «Марк Уотни» (англ. Mark Watney) — так звали главного героя романа «Марсианин». Эта информация была опровергнута как Энди Вейером, так и Джеймсом Кори в общении с читателями на reddit.com и должна расцениваться как писательская шутка и дань уважения друг другу.

## Адаптации
- Пространство — сериал американского кабельного телеканала Syfy, транслировался с 2015 года. В 2021 году вышел 6-й сезон.
- The Expanse: Osiris Reborn — компьютерная игра разрабатываемая Owlcat Games.

## Персонажи
| Narrative point of view | Narrative point of view    |
| Имя                     | Книги                      |
| ----------------------- | -------------------------- |
| Джим Холден             | 1, 2, 3, 4, 5, 6, 7, 8, 9  |
| Джозефус Миллер         | 1, 2, 3, 4, 9              |
| Джули Мао               | 1 (вступление)             |
| Фред Джонсон            | 1 (заключение), 2, 3, 5, 6 |
| Бобби Дрейпер           | 2, 4 (вступление), 6, 7, 8 |
| Крисьен Авасарала       | 2, 4 (заключение), 5, 6, 7 |
| Праксидик Менг          | 2, 6                       |
| Мэй Менг                | 2 (вступление)             |
| Кларисса Мельпомена Мао | 3, 5, 6, 7                 |
| Анна Воловодова         | 3, 6 (заключение)          |
| Карлос Бака             | 3                          |
| Мельба Кох              | 3                          |
| Манео Юнг-Эспиноза      | 3 (вступление)             |
| Дмитрий Хэвлок          | 1, 4                       |
| Бася Мертон             | 4                          |
| Элви Окойе              | 4, 8, 9                    |
| Сыщик                   | 4 (вставки)                |
| Амос Бертон             | 1, 2, 3, 4, 5, 6, 7, 8, 9  |
| Алекс Камал             | 1, 2, 3, 4, 5, 6, 7, 8, 9  |
| Наоми Нагата            | 1, 2, 3, 4, 5, 6, 7, 8, 9  |
| Филип Инарос            | 5 (вступление), 6          |
| Советер                 | 5 (заключение)             |
| Марко Инарос            | 5, 6                       |
| Мичо Па                 | 6                          |
| Салис                   | 6                          |
| Якульски                | 6                          |
| Вандеркост              | 6                          |
| Робертс                 | 6                          |
| Намоно                  | 6 (вступление)             |
| Паоло Кортазар          | 7 (вступление), 8          |
| Сантьяго Джили Синг     | 7                          |
| Камина Драммер          | 7                          |
| Винстон Дуарте          | 7 (заключение), 8, 9       |

Команда «Росинанта», независимого боевого корабля, состоящая из выживших с ледовоза «Кентерберри»
- Джеймс «Джим» Р. Холден, землянин, капитан «Росинанта».
- Наоми Нагата, астер, инженер и старший помощник капитана «Росинанта».
- Амос Бертон, землянин, механик «Росинанта».
- Алекс Камал, марсианин, пилот «Росинанта».

Внешние планеты
- Джозефус «Джо» Алоизус Миллер, астер, детектив на станции Церера, служба безопасности «Звёздная спираль».
- Джульетта «Джули» Андромеда Мао, старшая дочь Жуля-Пьера Мао, олигарха с Луны, бывшая гонщица на яхтах и сторонница АВП.
- Фредерик «Фред» Люциус Джонсон, бывший морпех ООН, известный как «Палач станции Андерсон», затем лидер АВП.
- Праксидик «Пракс» Менг, астер, старший ботаник лаборатории по выращиванию сои на Ганимеде, отец Мэй Менг.
- Карлос «Бык» Бака, землянин, член АВП, глава службы безопасности «Бегемота».
- Бася Мертон, астер, сварщик с Ганимеда.
- Манео Юнг-Эспиноза, юный астероидянин с Цереры.
- Марко Инарос, астер, командующий Свободного флота, глава радикальной ветви АВП.
- Филип Инарос, астер, член АВП, сын Марко Инароса и Наоми Нагата.

Марс
- Роберта «Бобби» В. Дрейпер, марсианка, сержант морской пехоты.
- Советер, капитан корабля «Баркейт» Марсианского флота.

Земля
- Дмитрий Хэвлок, сотрудник службы безопасности, бывший напарник Джо Миллера.
- Крисьен Авасарала, помощник заместителя исполнительного директора ООН, позже генеральный секретарь ООН.
- Кларисса «Клэр» Мельпомена Мао также Мельба Кох также Персик, младшая дочь Жуля-Пьера Мао, олигарха с Луны; работала как специалист-электрик под именем Мелбы Кох. Позже присоединилась к команде «Росинанта».
- Элви Окойе, биолог с Земли.
- Анна «Аннушка» Воловодова, землянка, проповедник церкви Святого Иоанна, несколько лет работала на Европе.

Лакония
- Винстон Дуарте, марсианин, верховный консул Лаконийской Империи.
- Паоло Кортазар, бывший учёный корпорации «Протоген», затем ведущий учёный Лаконии.
- Сантьяго Джили Синг, марсианин, офицер флота Лаконийской Империи, капитан корабля «Собирающий шторм».
- Антон Трехо, марсианин, адмирал флота Лаконийской Империи, капитан корабля «Сердце бури».
- Алиана Танака, марсианка, глава безопасности станции Медина.

## Содержание серии

### Романы
| # | Название              | Оригинальное название | Дата публикации | Дата публикации в России | ISBN                                                                             |
| - | --------------------- | --------------------- | --------------- | ------------------------ | -------------------------------------------------------------------------------- |
| 1 | Пробуждение Левиафана | Leviathan Wakes       | 15 июня 2011    | март 2013                | RU: ISBN 978-5-91878-057-2 US: ISBN 978-0-316-12908-4                            |
| 2 | Война Калибана        | Caliban’s War         | 26 июня 2012    | декабрь 2013             | RU: ISBN 978-5-91878-091-6 US: ISBN 978-1-84149-990-1                            |
| 3 | Врата Абаддона        | Abaddon’s Gate        | 4 июня 2013     | август 2014              | RU: ISBN 978-5-91878-102-9 US: ISBN 978-0-316-12907-7                            |
| 4 | Пожар Сиболы          | Cibola Burn           | 17 июня 2014    | февраль 2015             | RU: ISBN 978-5-91878-113-5 US: ISBN 978-0-316-21762-0                            |
| 5 | Игры Немезиды         | Nemesis Games         | 2 июня 2015     | июнь 2018                | RU: ISBN 978-5-91878-279-8 US: ISBN 978-0-316-21758-3                            |
| 6 | Пепел Вавилона        | Babylon’s Ashes       | 6 декабря 2016  | март 2019                | RU: ISBN 978-5-91878-318-4 US: ISBN 978-0-316-33474-7 UK: ISBN 978-0-356-50426-1 |
| 7 | Восстание Персеполиса | Persepolis Rising     | 5 декабря 2017  | март 2019                | RU: ISBN 978-5-91878-326-9                                                       |
| 8 | Гнев Тиамат           | Tiamat’s Wrath        | 22 марта 2019   | сентябрь 2020            | US: ISBN 978-0-316-33287-3 RU: ISBN 978-5-91878-422-8                            |
| 9 | Падение Левиафана     | Leviathan Falls       | 30 ноября 2021  | октябрь 2022             | US: ISBN 9780316332934 RU: ISBN 9785918785928                                    |

### Повести
| #   | Название                                       | Оригинальное название   | Дата публикации | Перевод на русский   | Место в серии |
| --- | ---------------------------------------------- | ----------------------- | --- | -------------------- | --- |
| 0,5 | Маслобойка (другой вариант перевода — Жернова) | The Churn               | 29 апреля 2014, электронная версия август 2015, антология «The Year’s Best Science Fiction & Fantasy Novellas 2015» (ISBN 978-1-60701-455-3) | 2016, notabenoid.org | История Амоса Бартона до событий первого романа серии.                                                                                            |
| 2,5 | Боги риска                                     | Gods of Risk            | 15 сентября 2012 | 2016, notabenoid.org | История юного химика Дэвида Драппера, племянника Бобби Драппер. Описываемые события происходят между вторым и третьим романами.                   |
| 3,5 | Живая бездна                                   | The Vital Abyss         | 15 октября 2015 (ISBN 978-0-356-50431-5) | 2017, notabenoid.org | История, рассказанная одним из научных сотрудников компании «Протоген» о событиях, происходящих через несколько лет после событий первого романа. |
| 6,5 | Странные Псы                                   | Strange Dogs            | 18 июля 2017 года | 2018, notabenoid.org | Действие происходит одновременно с шестым романом или между шестым и седьмым романом                                                              |
| 7,5 | Оберон                                         | Auberon                 | 12 ноября 2019 года | 2019, notabenoid.org | Действие происходит между седьмым и восьмым романами                                                                                              |
| 9,5 | Грехи отцов наших                              | The Sins of Our Fathers | 15 марта 2022 года | 2022, notabenoid.org | Действие происходит после финала «Падение Левиафана» девятый романами                                                                             |

### Рассказы
| #   | Название                  | Оригинальное название            | Дата публикации                                                     | Перевод на русский                                                    | Место в серии |
| --- | ------------------------- | -------------------------------- | ------------------------------------------------------------------- | --------------------------------------------------------------------- | --- |
| 0   | Двигатель                 | Drive                            | 27 ноября 2012, антология Edge of Infinity (ISBN 978-1-78108-056-6) | февраль 2017, антология «Край бесконечности» (ISBN 978-5-17-087715-7) | Приквел к серии. История создания двигателя Эпштейна. Действие рассказа происходит за 150 лет до начала событий, описанных в первом романе серии. |
| 0,7 | Мясник станции Андерсон   | The Butcher of Anderson Station  | 17 октября 2011, электронная версия                                 | 2013, notabenoid.org                                                  | Приквел к серии. История Фреда Джонсона до событий первого романа серии.                                                                          |
| 1,5 | Последний полёт Кассандры | The Last Flight of the Cassandra | 14 мая 2019 года                                                    | 2020, notabenoid.org                                                  | Действие происходит одновременно с первым романом. Опубликован в рамках «The Expanse Roleplaying Game» rulebook.                                  |

## Переводы на другие языки
| Язык          | Название |
| ------------- | --- |
| Болгарский    | 1. Левиатан се пробужда 2. Войната на Калибан 3. Вратата на Абадон 4. Сибола гори                                                |
| Китайский     | 1. 利维坦觉醒 |
| Чешский       | 1. Leviatan se probouzí 2. Kalibánova válka 3. Abaddonova brána 4. O poklad Ciboly 5. Hry Nemesis                                |
| Нидерландский | 1. Leviathan ontwaakt 2. Calibans strijd                                                                                         |
| Французский   | 1. L'Éveil du Léviathan 2. La guerre de Caliban 3. La porte d’Abaddon                                                            |
| Немецкий      | 1. Leviathan Erwacht 2. Calibans Krieg 3. Abaddons Tor 4. Cibola brennt 5. Nemesis-Spiele                                        |
| Венгерский    | 1. Leviatán ébredése 2. Kalibán háborúja 3. Abaddon kapuja 4. Cibola meghódítása 5. Nemezis játékai                              |
| Итальянский   | 1. Leviathan il Risveglio 2. Caliban — La guerra 3. Abaddon’s Gate — La fuga 4. Cibola Burn — La cura 5. Nemesis Games — L’esodo |
| Корейский     | 1. 익스팬스 : 깨어난 괴물 |
| Польский      | 1. Przebudzenie Lewiatana |
| Испанский     | 1. El Despertar del Leviatán |
| Турецкий      | 1. Leviathan Uyanıyor 2. Caliban'ın Savaşı 3. Abaddon Geçidi                                                                     |
| Украинский    | 1. І прокинеться Левіафан 2. Війна Калібана 3. Брама Абаддона 4. На згарищі Сіболи 5. Ігри Немезиди                              |
| Хорватский    | 1. Buđenje nemani 2. Kalibanov rat 3. Abadonova kapija 4. Sibola u plamenu                                                       |
| Японский      | 1. 巨獣めざめる |